# Leise rieselt der Schnee

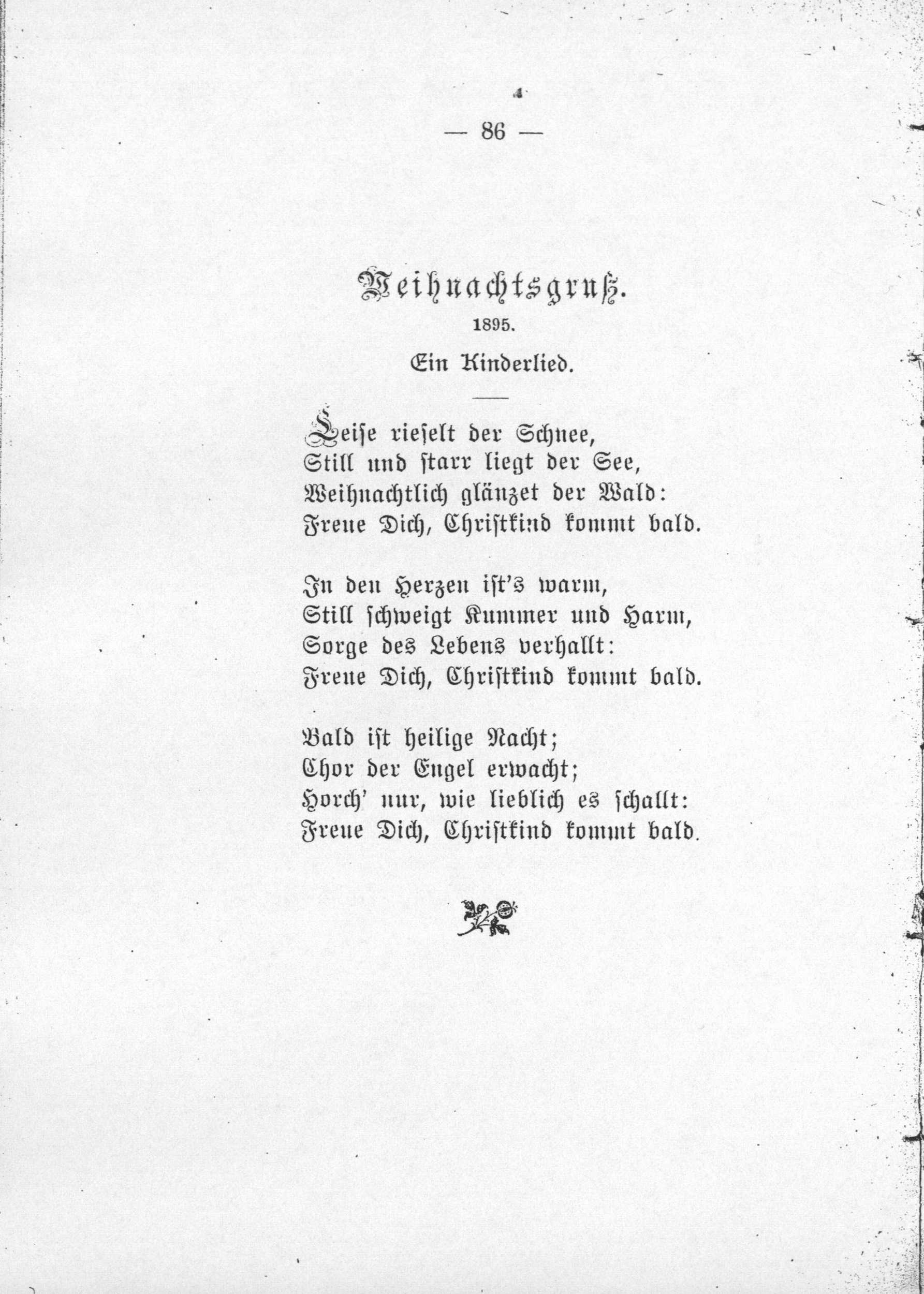
La poesia di Eduard Ebel Weihnachtsgruß nell'edizione originale contenuta nelle Gesammelte Gedichte (1895)

Leise rieselt der Schnee ("La neve cade silenziosa") è un tradizionale canto natalizio tedesco, pubblicato nel 1895 da Eduard Ebel (1839–1905; autore di parole e musica) nelle Gesammelte Gedichte, una raccolta di poesie dello stesso autore con il titolo originale di Weihnachtsgruß ("Saluto natalizio") e con il sottotitolo di Kinderlied (“canzone per bambini”).
Il brano è, tuttavia, ormai comunemente noto come Leise rieselt der Schnee (dalle prime parole del testo) e come tale pubblicato da numerosi cantanti.

## Testo
Il testo parla di una tradizionale Vigilia di Natale: nonostante stia cadendo la neve, i cuori sono ricolmi di calore per l'arrivo di Gesù.
Leise rieselt der Schnee,

Still und starr liegt der See,

Weihnachtlich glänzet der Wald:

Freue Dich, Christkind kommt bald.
In den Herzen ist's warm,

Still schweigt Kummer und Harm,

Sorge des Lebens verhallt:
Freue Dich, Christkind kommt bald.
Bald ist heilige Nacht;

Chor der Engel erwacht;

Horch' nur, wie lieblich es schallt:

Freue Dich, Christkind kommt bald.

## Versioni discografiche
Il brano è stato inciso, tra gli altri, da: Al Bano & Romina Power (nell'album Weihnachten bei uns zu Hause); Gabi Albrecht;  Richard Clayderman; Sarah Connor (nell'album Christmas in My Heart del 2005); D-Irie; Plácido Domingo; Julio Iglesias (nell'album Ein Weihnachtsabend mit Julio Iglesias del 1978); Udo Jürgens; Kurt Elsasser; Gisa Klönne;  Vicky Léandros; Tony Marshall (nell'album Weihnachten mit Tony Marshall del 1984);Mireille Mathieu; Nana Mouskouri; Joel Ramone; Rondò Veneziano (nell'album Sinfonia di Natale del 1995); Unheilig (nell'album Frohes Fest).
È stata inoltre interpretata dai calciatori del Bayern Monaco assieme al Nymphenburger Kinderchor in album natalizio del 2000, intitolato Die schönste Zeit des Jahres.